# Grebenár Gábor
Grebenár Gábor (Celldömölk, 1984. augusztus 17. –) magyar válogatott kézilabdázó, átlövő.

## Pályafutása

### Klubcsapatban
Szülővárosában az Eötvös Loránd Általános Iskolában kezdett kézilabdázni. A Dunaferr KC együttesében kezdte profi pályafutását, csakúgy mint abban az időben vele egy csapatban játszó Mikler Roland és Marko Vujin. A nagyszerű adottságokkal rendelkező (197 cm, 100 kg) átlövő évekig meghatározó tagja volt a dunaújvárosi klubnak, amellyel 2003-ban az EHF-kupa elődöntőjéig jutott.
2009-ben  a spanyol BM Aragónhoz igazolt, ahol három évet töltött a világ egyik legerősebb bajnokságának számító Liga ASOBAL-ban.
2012-ben hazatért és a Csurgói KK játékosa lett, majd 2014-ben a francia US Ivryhez szerződött. Megfordult az osztrák HSG Bärnbach Köflach csapatában, majd 2017 nyarán a Ferencvárosi TC játékosa lett. 2018-2022 között a PLER játékosa volt.

### A válogatottban
A válogatottban 47 mérkőzésen lépett pályára és 54 gólt szerzett. Részt vett a 2008-as Európa-bajnokságon.

## Sikerei, díjai
- Nemzeti Bajnokság I:
  - Bronzérmes: 2003, 2004, 2005, 2006, 2007, 2008, 2009
- EHF-kupa:
  - Elődöntős: 2003